# Gendarmaria da Bélgica

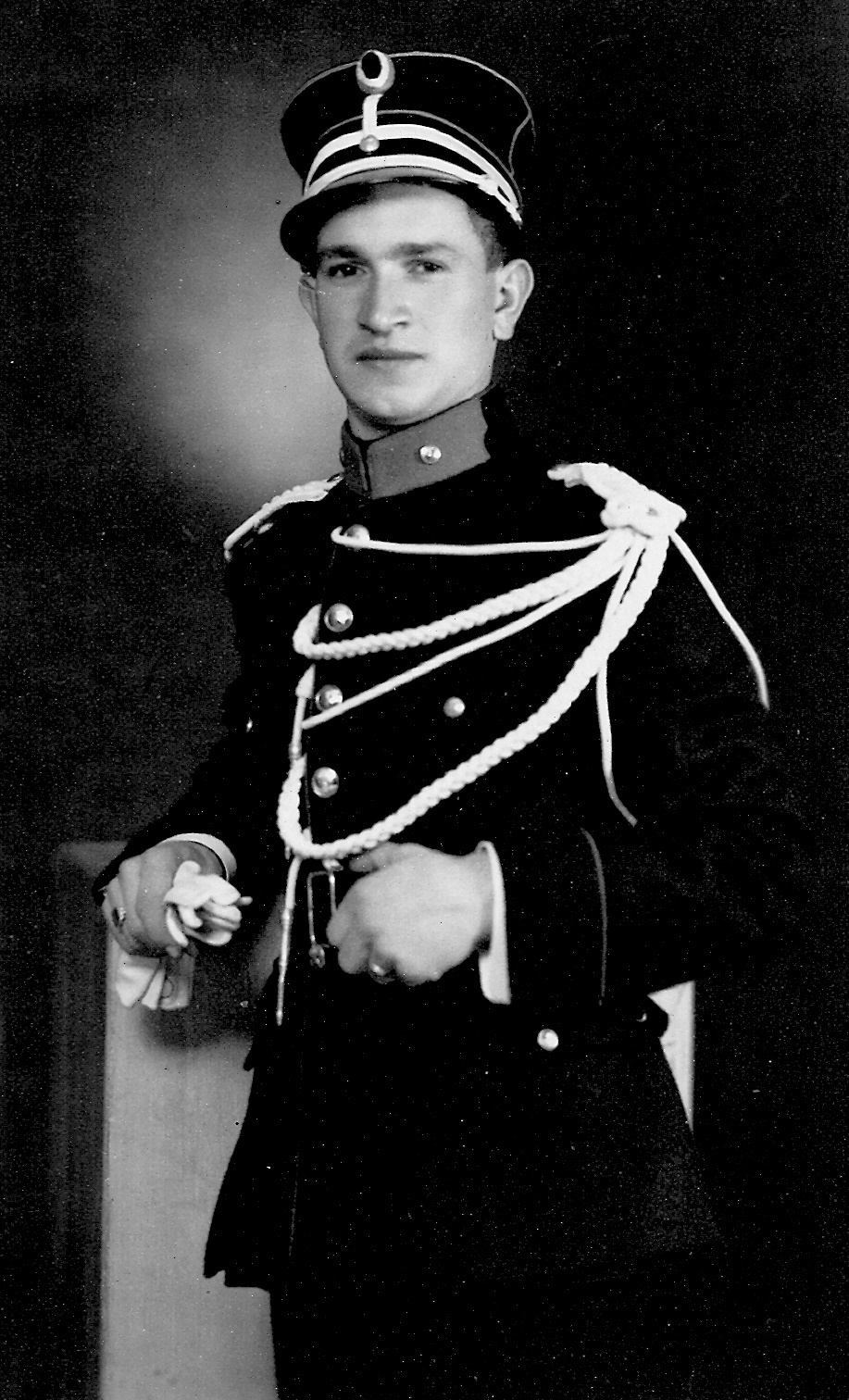
Foto de um gendarme, membro da Gendarmaria da Bélgica em 1947.

A Gendarmaria da Bélgica (em francês: Gendarmerie, em neerlandês: Rijkswacht) foi um tipo de polícia militar ou gendarmaria que existiu na Bélgica entre 10 de junho de 1796 até 1º de janeiro de 2001, quando ela foi, juntamente com as outras forças policiais na Bélgica, abolida e substituída pelas polícias locais e Polícia Federal.
A gendarmaria costumava ser da responsabilidade do ministro da Defesa, mas perdeu o seu estatuto militar depois de 1º de janeiro de 1992, quando uma grande reestruturação da força foi feita. Em seguida, foi colocada sob tutela do ministro do Interior e do ministro da Justiça, obtendo de um estatuto civil. 

## História
Etimologia 
A palavra gendarme vem do francês antigo gens d'armes, que significa homens de armas, enquanto o nome holandês rijkswacht significa guarda do reino.

### Pré-independência
Em 1795, as províncias belgas esavam sob domínio francês. Foi nessa época que a Rijkswacht/Gendamerie foi criada. Esta força militar havia sido criada pouco tempo antes na própria França para substituir o Marechaussee (corpo montado de marechais) da antiga monarquia. A legislação que organizou o novo serviço de gendarmaria na Bélgica foi uma lei datada de 17 de abril de 1798, que vigorou até 1957.
Em 1815, as províncias belgas passaram a fazer parte do Reino Unido dos Países Baixos, governado pelo rei Guilherme I. Os holandeses renomearam a Gendarmerie como "Royal Marechaussee" e reorganizaram a força.
Bélgica 
Em 1830 ocorreu a Revolução Belga. Depois de obter a sua independência, o novo estado belga criou a sua própria Rijkswacht/Gendarmerie nacional com base na polícia já existente. Os rijkswachters/gendarmes operavam em todo o país. Desde a sua criação, a Rijkswacht/Gendarmerie fazia formalmente parte do Exército Belga.
As grandes greves e as condições sociais tensas da década de 1930 trouxeram mudanças importantes na organização da Rijkswacht/Gendarmerie, em particular através da expansão das unidades móveis criadas em 1913. Em 1938, foi criada uma "Escolta Real" cerimonial como parte da Gendarmerie, vestindo o uniforme de gala que distinguia os gendarmes montados antes de 1914.
Durante a Segunda Guerra Mundial, a Rijkswacht/Gendamerie ficou restrita ao papel de força policial administrativa e legal, preocupada principalmente com o tráfego rodoviário. A maioria dos rijkswachters/gendarmes recusou-se a colaborar com os ocupantes alemães. Acredita-se que gendarmes individuais ajudaram a Resistência Belga. Estas ações não foram toleradas pelas autoridades de ocupação e, a partir de 1942, o corpo foi privado de muitas das suas funções.
Após a guerra, o serviço foi reorganizado. Novas unidades foram criadas e, no final de 1957, foi aprovada nova legislação relativa ao papel fundamental da Rijkswacht/Gendarmerie, prevista na Constituição de 1830. Esta lei confirmou as funções da Rijkswacht/Gendarmerie e a sua independência do órgão administrativo das autoridades políticas. A Rijkswacht/Gendarmerie foi separada da Força de Defesa Territorial do Exército Belga e tornou-se um quarto ramo dentro das forças armadas. A Rijkswacht/Gendarmerie também foi autorizada a criar os seus próprios estabelecimentos de formação.
Durante a década de 1960, as condições de serviço melhoraram consideravelmente. Este período também assistiu a um grande aumento de crimes graves (assaltos, violações de drogas, terrorismo, etc.). Foi criado o "Bureau Central de Investigações" (CBO - Centraal Bureau voor Opsporingen (holandês), BCR - Bureau Central des Recherches), bem como uma rede de rádio centralizada. Cães rastreadores foram empregados pela primeira vez.
Durante a década de 1980, a Rijkswacht/Gendarmerie sofreu sérios problemas. Grande parte de seu equipamento estava desatualizado, sua capacidade era significativamente insuficiente e havia sérios problemas financeiros. Foi também o período de atuação das Células Comunistas Combatentes (CCC), de atividades criminosas graves e mortais de gangues (como os assassinos de Brabante, um caso que nunca foi resolvido), e do vandalismo (a Catástrofe do Estádio Heysel). Várias comissões parlamentares culparam a Rijkswacht/Gendarmerie pela má investigação e trabalho de aplicação da lei nestes casos. A corporação foi ameaçada de dissolução e foram tomadas medidas drásticas para reorganizar várias unidades e melhorar as relações públicas.

### Desmilitarização

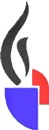
Logomarca após a desmilitarização.

Em 1 de Janeiro de 1992, a Rijkswacht/Gendarmerie perdeu o seu estatuto militar formal, resultando em grandes mudanças nas políticas, procedimentos e regulamentação do pessoal. A desmilitarização permitiu que a força concentrasse todos os seus recursos no trabalho da polícia civil. As suas funções militares, bem como a supervisão do Ministério da Defesa, foram eliminadas.
Esta reestruturação ocorreu após a década 'negra' dos assassinos de Brabante, do desastre do Estádio Heysel, das Células Comunistas Combatentes (CCC) e de outras atividades criminosas e terroristas, contra as quais a Gendarmaria foi considerada ineficaz.

### Dissolução
No final da década de 1990, na sequência de relatos adversos decorrentes do Caso Dutroux , o governo belga decidiu dissolver as forças policiais existentes. A comissão parlamentar, que investigou os erros cometidos durante a busca pelas crianças desaparecidas, afirmou que as três organizações policiais não trabalharam em conjunto de forma eficaz e eficiente. Houve problemas de cooperação e informações vitais não foram trocadas.
O Parlamento, tanto a maioria como a oposição, decidiu abolir as estruturas existentes e criou uma nova organização policial, estruturada em dois departamentos: a Polícia Federal e a Polícia Local. Em 2001, a Rijkswacht/Gendamerie foi dissolvida.